# Делаж, Луи
Пьер Луи Делаж (22 марта 1874, Коньяк — 14 декабря 1947, Ле-Пек) — французский инженер, пионер в области автомобильного транспорта.

## Биография
Пьер Луи Делаж родился в Коньяке в семье со скромным достатком. В младенчестве он потерял зрение на один глаз. В возрасте 16 лет он пошёл учиться в Национальную высшую школу искусств и ремёсел в Анже, получив диплом инженера в 1893 году. Затем Делаж нёс военную службу в Алжире. Демобилизовавшись в 1895 году, он нашёл работу в железнодорожной компании на юге Франции; в 1900 году переехал в Париж. Там он работал в инженерно-конструкторском отделе автомобильного концерна до 1903 года, когда он получил предложение присоединиться к молодой автомобильной компании «Renault».
Делаж осознал огромный потенциал автомобиля, поскольку вскоре спрос стал превышать объём производства. Наполненный новаторскими идеями, в 1905 году он собрал достаточно денег, чтобы открыть сборочный завод в переоборудованном сарае в Левалуа на окраине Парижа. Автомобильная компания «Delage» быстро росла, и её автомобили приобрели хорошую репутацию благодаря стильному внешнему виду и качеству. Фирма стала доминирующей силой в автоспорте. Великая депрессия 1930-х годов нанесла компании большой урон, и продажи автомобилей резко упали. В 1935 году компания была ликвидирована, а права на имя «Delage» были проданы с аукциона автомобильной компании «Delahaye». Новые владельцы бесцеремонно уволили Делажа, назначив ему мизерную пенсию.
Луи Делажу было почти 60, когда он оказался в финансовом кризисе, усугублённом его разводом. Он искал утешения в католицизме, и, поскольку он был слишком беден, чтобы позволить себе машину, часто совершал паломничество пешком или на велосипеде в монастырь Святой Терезы в городе Лизьё и Санктуарий в Лурде. В 1947 году в возрасте 73 лет Луи Делаж умер в нищете. Он похоронен на кладбище в Ле-Пек.
В 1990 году в его родном городе Коньяк промышленной школе было присвоено его имя.